# Augustówka (Lublin)
Pour les articles homonymes, voir Augustówka.
Augustówka (prononciation [auɡusˈtufka]) est un village de la gmina de Siemień du powiat de Parczew dans la voïvodie de Lublin, situé dans l'est de la Pologne.
Il se situe à environ 5 kilomètres au nord-est de Siemień (siège de la gmina), 5 kilomètres au nord-ouest de Parczew (siège du powiat) et 49 kilomètres au nord de Lublin (capitale de la voïvodie).
Le village compte approximativement une population de 100 habitants.

## Histoire
De 1975 à 1998, le village est attaché administrativement à l'ancienne Voïvodie de Biała Podlaska.

Depuis 1999, il fait partie de la nouvelle voïvodie de Lublin.